# Slaget vid Novi
Slaget vid Novi ägde rum den 15 augusti 1799 och som stod mellan en rysk-österrikisk armé under befäl av fältmarskalk Alexander Suvorov och en fransk armé under befäl av general Barthélemy Joubert. Efter en lång och blodig strid lyckades österrikisk-ryska trupperna krossa det franska försvaret och fördrev fransmännen till en oordnad reträtt. Joubert dödades medan den franska divisionsbefälhavarna Catherine-Dominique de Pérignon och Emmanuel Grouchy tillfångatogs. Novi Ligure ligger i provinsen Piemonte i Italien, 58 kilometer norr om Genua. Striden ägde rum under det Andra koalitionskriget som var en del av de Franska revolutionskrigen.
År 1799 gick ryska och österrikiska trupper över floden Pos dalgångar och återerövra de mark som intogs av Napoleon Bonaparte 1796. De franska trupperna i Italien besegrades under de stora striderna vid Magnano, Cassano och Trebbia. Därefter drog sig franska och Cisalpinska italienska trupper tillbaka till Genua och den Liguriska republiken. En ny fransk regering gav befälet till Joubert av det reformerade Armée d'Italie och beordrade honom att gå på offensiven. Således flyttade den franska armén norrut över bergskammarna samlades på en höjd vid Novi Ligure den 14 augusti. Till Joubert bestörtning stod det klart att stora koalitionsstyrkor fanns i närheten. Nästa morgon inleddes striden med att Paul Krays österrikiska kår anföll den franska vänsterflygeln. Efter en fördröjning beordrade Suvarov en rysk kår att anfalla den franska centern och Michael von Melas österrikiska kårer att anfalla den franska högerflygeln. Krays trupper led stora förluster men på kvällen blev den franska armén besegrad och det franska greppet över den Italienska rivieran blev allvarligt försvagat. Men koalitionens planläggare fortsatte att kasta bort sin fördel genom att skicka Suvarovs ryssar till Schweiz, ett strategibyte som kom att sluta illa.